# 清水龍秀
清水 龍秀（しみず たつひで、1996年4月1日 - ）は、神奈川県横浜市出身のサッカー選手。ポジションはMFもしくはFW。

## クラブ歴
横浜市立鴨居中学校から神奈川県立大和南高等学校に進んだ。
2015年にフットワーククラブ寒川で選手となった。翌年にブラジルのCAジアレマに移籍し、その後フットボールクラブ寒川に戻った。その後エスペランサSCにも在籍した。2020年にクロアチアのNKメジムレツ・ドゥニコヴェツ＝ペレテティネツに移籍した後、2022年2月10日に品川CCに加入した。同年6月17日に海外移籍のために退団した。
同年夏にチャイナート・ユナイテッドFCに加入した。翌2023年にメージョー・ユナイテッドFCに移籍した。
2024年6月にタイ・リーグ2のプレー・ユナイテッドFCに移籍した。8月10日の第1節で途中出場し、全国リーグ初出場を記録した。